# 922年
| 千纪： | 1千纪 |
| 世纪： | 9世纪 \| 10世纪 \| 11世纪 |
| 年代： | 890年代 \| 900年代 \| 910年代 \| 920年代 \| 930年代 \| 940年代 \| 950年代 |
| 年份： | 917年 \| 918年 \| 919年 \| 920年 \| 921年 \| 922年 \| 923年 \| 924年 \| 925年 \| 926年 \| 927年 |
| 纪年： | 壬午年（马年）；南吴顺义二年；（晋、岐）天祐十六年；后梁（吴越、闽）龙德二年；前蜀四年；于阗同慶十一年；大長和貞祐二年；契丹神册七年，天赞元年；南汉六年；日本延喜二十二年；后百济正开二十二年；高丽天授五年 |

## 大事记
- 以羅貝爾及其女婿勃艮第公爵拉烏爾一世為首的一班西法蘭克貴族叛變，推舉羅貝爾為西法蘭克國王，反對當時的加洛林王朝西法蘭克國王純樸的查理，西法蘭克因而出现了兩個國王並立的局面。

## 出生
- 王溥，後周、北宋初年宰相。
- 趙普，北宋初年宰相。